# Alice Lenshina
Alice Lenshina Mulenga Mubisha (* um 1924 in Kasomo im Distrikt Chinsali; † 7. Dezember 1978 in Lusaka) war die charismatische Gründerin des mächtigen African Independent Church Movement, der Lumpa-Kirche, der sogenannten Lumpa-Bewegung in Sambia.
Alice Lenshina stand kurz vor der Taufe, als sie eine Reihe von Visionen erfuhr, die sie in den Himmel führten, wo sie die Weisung erhielt, Zauberei (witchcraft) und Schamanismus zu bekämpfen. Sie behauptete von sich, viermal gestorben und wieder auferstanden zu sein. Weniger wohlwollende Interpretationen behaupten, sie sei im September 1953 an cerebraler Malaria erkrankt und ins Koma gefallen. 1953 gründete sie eine Bewegung, die sie lumpa nannte, besser als alle anderen auf ChiBemba, und gründete einen Ort, den sie Zion nannte. Sie nahm den Namen Lenshina an, der Königin bedeutet. Ein Pastor der Presbyterianer taufte sie, was ihre Visionen verstärkte. Als sie 1955 mit ihrem Mann aus der Gemeinde ausgeschlossen wurde, begann ihre eigentliche Predigtmission. Zahlreiche Anhänger lauschten ihren Predigten und 1959 organisierte sich eine Kirche mit 50.000 bis 100.000 Mitgliedern, die zuvor Presbyterianer oder Katholiken gewesen waren.
Lenshina predigte eine im Wesentlichen christliche Lehre, doch mit der Taufe als dem zentralen Akt. Die Taufe war eine besondere Zeremonie, die sie selbst leitete. Sie wandte sich entschieden gegen Schamanismus, doch auch gegen Alkohol und Polygamie. Lumpa komponierte eigene Choräle in Bemba, welche die etwas hölzern geratenen Übersetzungen der Presbyterianer und Katholiken bei weitem in den Schatten stellten. Mit ihnen missionierten sie in den Dörfern für eine reine Gemeinschaft, die würdig der Ankunft des Herrn sein sollte. 1958 wurde in Zion eine große Kathedrale erbaut, die eine Säule hat, auf der Jesus zu seiner Parusie vom Himmel herabsteigt.
Das Problem der Lehre von Lumpa für jede Regierung, die koloniale wie die nationale, war ihre scharfe Ablehnung jeder irdischen Autorität. Zudem war eine scharfe Konkurrenz zwischen ihr, der Kirk of Scotland und den Katholiken entbrannt, da den letzteren die Gläubigen davonliefen, was wiederum eine politische Herausforderung für die Kolonialregierung war.
1958 lehnte Lenshina die regierungsamtliche Registrierung ihrer Kirche als anerkannte Organisation ab. Lumpa lehnte auch jede Zahlung von Steuern ab, gründete ihre eigenen Dörfer und untergrub so die lokalen Häuptlingsherrschaften. Anfänglich unterstützte die Lumpa-Kirche die Bestrebungen um nationale Unabhängigkeit. Lenshina forderte die herrschende United National Independence Party später jedoch heraus, die einen merklichen Schwund an Mitgliedern erfuhr, als Lenshina ihre Anhänger zum Rückzug aus politischen Gruppen aufforderte. Die UNIP betrachtete die Lumpa-Bewegung immer mehr als Rivalin und es kam zu immer zahlreicher werdenden Zusammenstößen zwischen beiden Gruppen. Am 24. Juli 1964 kam es zu ersten Feuergefechten zwischen UNIP und Lumpa.
Bei Sambias Unabhängigkeit 1964 forderte die Lumpa-Kirche die neue Regierung offen heraus. Die Anhänger der Lumpa befestigten ihre Dörfer und der folgende Konflikt mit Polizei und Armee kostete 700 von ihnen das Leben. Die Scharmützel hielten drei Monate an. Sie endeten mit dem Verbot der Lumpa-Kirche am 3. August 1964 und der Inhaftierung von Alice Lenshina. 15.000 Anhänger flohen in die Demokratische Republik Kongo.
Alice Lenshina wurde mit ihrem Mann Petros Chintankwa, der 1972 starb, ab 1965 in Kalabo festgehalten. Ihnen gelang zwar die Flucht im Oktober 1967, doch wurden sie ein halbes Jahr später erneut gefasst, für sechs Monate ins Gefängnis geworfen und danach mit Auflagen in Mkushi festgehalten. Im Mai 1970 ordnete Kenneth Kaunda erneut ihre Haft an und zerstörte ihre Kirche in Kasomo. 1975 wurde sie freigelassen und zwei Jahre später erneut verhaftet und unter Hausarrest in New Chilenje in Lusaka gestellt, weil sie Gottesdienste hielt. Zu dieser Zeit war die Lumpabewegung jedoch schon so gut wie erloschen.
Alice Lenshina starb am 7. Dezember 1978 im Hausarrest und wurde möglicherweise in Kasomo begraben. Laienbewegungen wie die Katholische Legion von Maria nannten viele frühere Mitglieder der Lumpa-Kirche nun ihre eigenen und hatten auch die Choräle übernommen, die so stark auf die nationalen Gefühle der Bemba gewirkt hatten.